# Teluk Sasah
Teluk Sasah is een bestuurslaag in het regentschap Bintan van de provincie Riau-archipel, Indonesië. Teluk Sasah telt 6490 inwoners (volkstelling 2010).